# Sant Esèbe
Sant Esèbe de Champsaur (en francès Saint-Eusèbe-en-Champsaur) és un antic municipi francès, situat al departament dels Alts Alps i a la regió de Provença – Alps – Costa Blava. Des del 1er de gener de 2018, es municipi delegat del municipi nou d'Aubassanha amb Chaufaier i Las Còstas.

## Demografia
| 1846                                       | 1962 | 1968 | 1975 | 1982 | 1990 | 1999 | 2006 | 2015 |
| ------------------------------------------ | ---- | ---- | ---- | ---- | ---- | ---- | ---- | ---- |
| 603                                        | 172  | 165  | 147  | 142  | 142  | 143  | 138  | 150  |
| Des de 1962: població sense dobles comptes |      |      |      |      |      |      |      |      |

## Administració
| Període               | Identitat      | Partit |
| --------------------- | -------------- | ------ |
| 2001-2014             | Henri Bes      |        |
| 2014-desembre de 2017 | Richard Magnan |        |